# Животные Владимира Путина
Владимир Путин, президент Российской Федерации, имел 8 собак, 7 из которых на сегодняшний момент живы.

## Собаки
У Путина было два пуделя, Тося и Родео, которые после развода остались у бывшей жены Путина Людмилы.

### Конни
Конни, полное имя Конни Полгрейв (1999—2014) — сука породы лабрадор. Чистокровный лабрадор, воспитывалась в кинологическом центре 179-го спасательного центра МЧС, в 2000 году была подарена Сергеем Шойгу Путину. Она иногда присутствовала на официальных встречах президента. Конни родила 11 щенков — 8 кобелей и 3 суки. В октябре 2007 года жители домов номер 151 и 155 по Приморскому проспекту в Санкт-Петербурге выразили намерение поставить на детской площадке своего двора памятник «первой собаке» России. Памятник сопровожден надписью: «Лучшему другу Президента — собаке Конни» и обнесён лёгкой кованой оградой.

### Баффи
Баффи (2010 — н. в.) — кобель, овчарка каракачанской породы. Был подарен премьер-министром Болгарии Бойко Борисовым премьер-министру России Владимиру Путину во время его визита в Болгарию в 2010 году. Имя «Баффи» было выбрано пятилетним мальчиком во время общенационального соревнования.

### Юмэ
Юмэ (2012 — н. в.) — сука породы акита-ину, прибыла в Москву из Токио, Япония. Была подарена Путину в июле 2012 года в благодарность за помощь со стороны России после землетрясения и цунами в Тохоку в 2011 году. «Юмэ» в переводе с японского означает «мечта».
В 2016 году правительство Японии предложило Путину щенка акиты-ину в качестве компаньона Юмэ, но подарок был отклонён.

### Верный
Верный (2017 — н. в.) — кобель породы алабай. Был подарен Путину на день рождения президентом Туркменистана Гурбангулы Бердымухамедовым 7 октября 2017 года.

### Паша
Паша (2019 — н. в.) — кобель породы Шарпланинская овчарка. Был подарен Путину президентом Сербии Александром Вучичем во время официального визита Путина в Сербию в январе 2019 года.

### Шерхан
Шерхан (2019 — н. в.) — кобель породы тайган. Был подарен Путину президентом Кыргызстана Сооронбаем Жээнбековым во время официального визита Путина в Кыргызстан в марте 2019 года.